# Isopentyldodecanoat
Isopentyldodecanoat (auch Isoamyllaurat oder 3-Methylbutyldodecanoat) ist eine organische Verbindung aus der Gruppe der Carbonsäureester. Sie leitet sich von Isopentanol und Laurinsäure ab.

## Herstellung
Isopentyllaurat kann durch Veresterung von Isopentanol mit Laurinsäure in überkritischem Kohlenstoffdioxid mit einer Lipase von Candida antarctica hergestellt werden.

## Verwendung
Isopentyllaurat wird insbesondere als Aromastoff in Bier und Wein eingesetzt. In der EU ist es unter der FL-Nummer 09.103 als Aromastoff für Lebensmittel zugelassen.